# René Gobert
Pour les articles homonymes, voir Gobert.
René Gobert (1894-1943), ancien combattant de 1914, lieutenant ARA, est un résistant belge, né à Ligny le 11 mars 1894 qui habita chaussée de Waterloo, à Uccle. Il fut fusillé par les allemands. Il était auditeur à la Cour des Comptes.  Une rue de Uccle porte son nom depuis 1945.

## Galerie

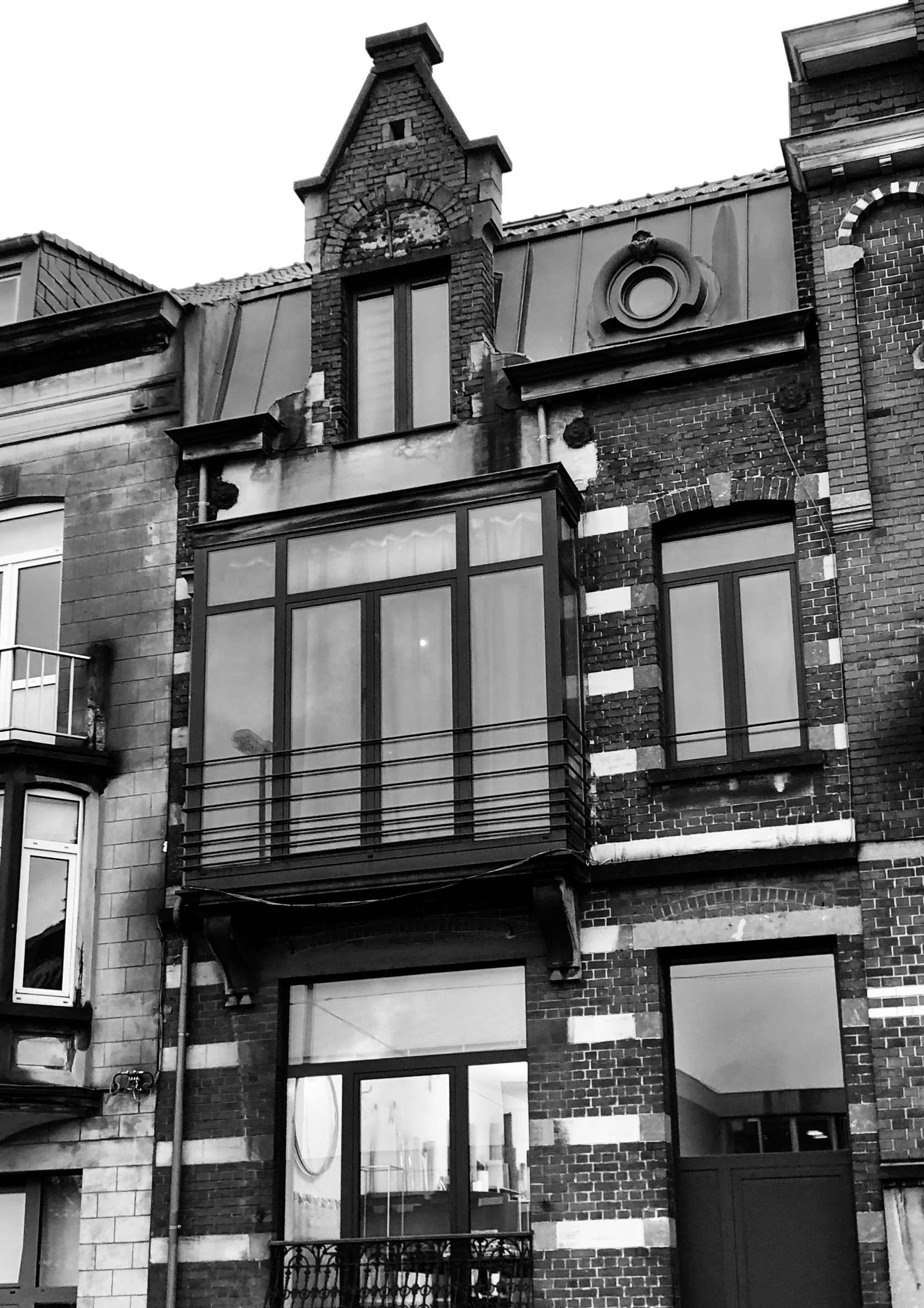
Ici habitait René Gobert, n° 856 de la chaussée de Waterloo
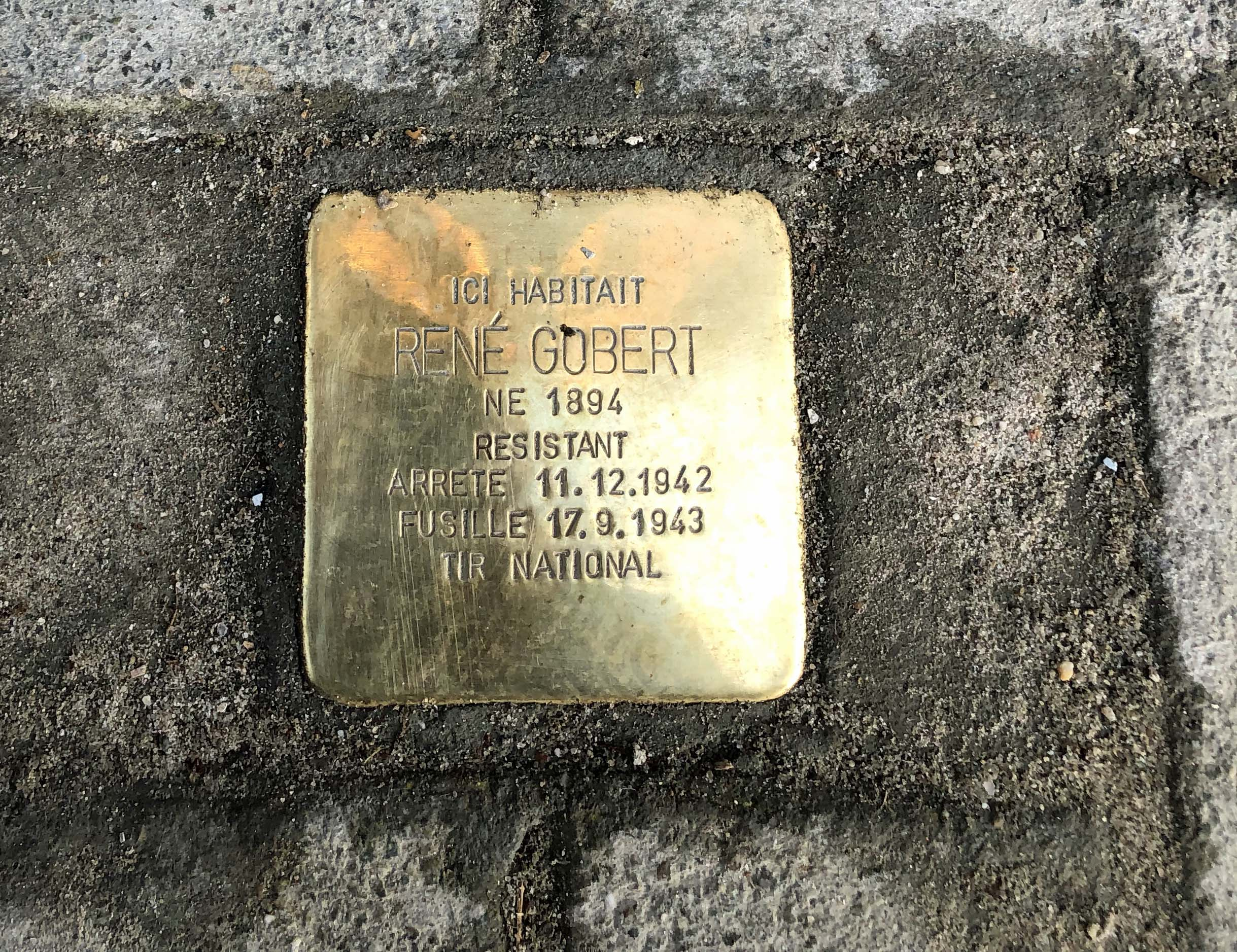
Stolperstein de René Gobert (1894-1943) (Tir national[1]) devant son ancienne résidence